# John Abizaid
 (mars 2019).
Si vous disposez d'ouvrages ou d'articles de référence ou si vous connaissez des sites web de qualité traitant du thème abordé ici, merci de compléter l'article en donnant les références utiles à sa vérifiabilité et en les liant à la section « Notes et références ».
John Philip Abizaid (né le 1er avril 1951) (arabe : جون أبي زيد) est un général quatre étoiles à la retraite de l'United States Army et ancien commandant du United States Central Command (CENTCOM). Il est déjà intervenu dans 27 pays différents. Abizaid succède au général Tommy Franks en tant que commandant de la USCENTCOM le 27 juillet 2003. Auparavant, il était l'un des deux commandants adjoints de la CENTCOM au déclenchement de la guerre d'Irak.
En novembre 2018, l’administration Trump nomme Abizaid au poste d’ambassadeur des États-Unis auprès de la monarchie saoudienne.

## Famille
Abizaid est né aux États-Unis dans une famille chrétienne libano-américaine. Il parle couramment l'arabe. C'est le militaire d'origine arabe le plus gradé de l'histoire de l'armée américaine. Il est aujourd'hui marié et père de trois enfants.

## Éducation
Abizaid a suivi une éducation militaire à l'académie militaire de West Point à New York ; Officier d'infanterie, Armed Forces Staff College, et US Army War College à l'Hoover Institute de l'université Stanford.
En tant que civil, il obtient une maîtrise ès arts à l'université Harvard, et à l'université de Jordanie à Amman.

## Carrière militaire
En juin 1973, à l'académie militaire de West Point, Abizaid sort sous-lieutenant d'infanterie. Il commence sa carrière avec le 504e régiment aéroporté américain de Fort Bragg en Caroline du Nord. En 1983, il combat à Grenade en tant que commandant de compagnies des 1er et 2e bataillons de rangers. Il réalise une opération reprise dans le film Le Maître de guerre.
Le général Abizaid commande ensuite le 3e bataillon, 325e régiment aéroporté américain à Vicence en Italie, durant la guerre du Koweït où il se déploie au Kurdistan irakien.
Sa brigade est la 1st Brigade / 504th Parachute Infantry Regiment de la 82e division aéroportée américaine. Il sert ensuite en Bosnie-Herzégovine. Il devient le 66e commandant de l'académie militaire de West Point. Plus tard, il commande la 1re division d'infanterie américaine, surnommée The Big Red One, à Wurtzbourg en Allemagne, qui fournit les premières troupes de l'armée de terre au Kosovo. Il sert en tant que commandant adjoint des forces combinées de l'United States Central Command pendant la guerre d'Irak.
Il obtient pour mission auprès des Nations unies de faire partie du groupe d'observateurs au Liban.
Le 27 juillet 2003, le général Abizaid succède au général Tommy Franks en tant que commandant de la USCENTCOM lors de la guerre d'Irak, poste à l’issue duquel il prend sa retraite, en 2007.

## Décorations
- Defense Distinguished Service Medal avec une feuille de chêne
- Defense Superior Service Medal
- Distinguished Service Medal
- Legion of Merit avec cinq feuilles de chêne
- Bronze Star Medal

## Prix
- Combat Infantryman Badge
- Parachutist Badge
- Ranger Tab
- Expert Infantryman Badge